# Rossa GR
| GR ist das Kürzel für den Kanton Graubünden in der Schweiz. Es wird verwendet, um Verwechslungen mit anderen Einträgen des Namens Rossa zu vermeiden. |

Rossa ist eine politische Gemeinde im Schweizer Kanton Graubünden. Sie gehört zur Region Moesa.
Zur Gemeinde gehören Rossa sowie seit 1982 die vormals selbständigen Gemeinden Augio und Santa Domenica. Weiter hinten im Tal liegt die Fraktion Valbella und oberhalb von Santa Domenica der Ortsteil Scandalasc.

## Wappen
Blasonierung: In Rot ein silberner (weisser) Schrägrechtsbalken, belegt mit einem grünen Zweig.
Das Wappenmotiv des Lindenzweiges verweist auf die Freiheitslinde in Rossa, die einzige Linde im Calancatal.
Die Wappen der ehemaligen Gemeinden Augio und Santa Domenica haben mit dem Zusammenschluss mit der Gemeinde Rossa keine Rechtskraft mehr, ihre Farben finden sich aber in dem beibehaltenen Wappen von Rossa wieder.
Blasonierung des ehemaligen Wappens von Augio: In Rot einen pfahlweise gestellten grünen Lilienzweig mit silbernen (weissen) Blüten. Der Lilienszweig ist das Attribut der beiden Patrone der Pfarrkirche von Augio: des heiligen Joseph und des heiligen Antonius von Padua.
Blasonierung des ehemaligen Wappens von Santa Domenica: In Grün das Brustbild der Heiligen Domenica mit goldenem gelbem Nimbus und schwarzem Ordensgewand. Das Wappen enthält einen Hinweis auf den Namen des Ortes und das Patrozinium der Pfarrkirche.

## Geographie
Das Dorf liegt auf einer Höhe von 1089 m ü. M. im obern Calancatal, zu beiden Ufern der Calancasca und 30 km nördlich des Bahnhofs Bellinzona der SBB. Von Rossa aus führt ein Saumpfad über den Pass di Giümela (2117 m ü. M.) nach Fontana im Val Pontirone. Nachbargemeinden sind Mesocco, Soazza und Calanca (alle im Kanton Graubünden) sowie Biasca und Serravalle im Kanton Tessin.

## Geschichte
Kirchlich gehörte Rossa bis ungefähr zur Zeit der Reformation zu Santa Maria im äusseren Calancatal. Von da an bildete es bis kurz nach 1673 zusammen mit Santa Domenica eine Kirchgemeinde. Anschliessend wurde es eine eigene Kirchgemeinde. Politisch gehörte Rossa früher zur 1851 aufgelösten Markgenossenschaft Calancatales und wurde dann eine eigene Einwohnergemeinde.

## Bevölkerung
| Jahr      | 1683 | 1773 | 1850 | 1900 | 1950 | 1980 | 2000 | 2010 | 2020 |
| Einwohner | 450  | 331  | 186  | 181  | 117  | 51   | 132  | 108  | 151  |

## Tourismus
Es gibt viele teilweise steile Wanderwege in ursprünglicher Natur. In ca. drei Stunden erreicht man die im Sommer bewartete Buffalorahütte am Sentiero Alpino Calanca.

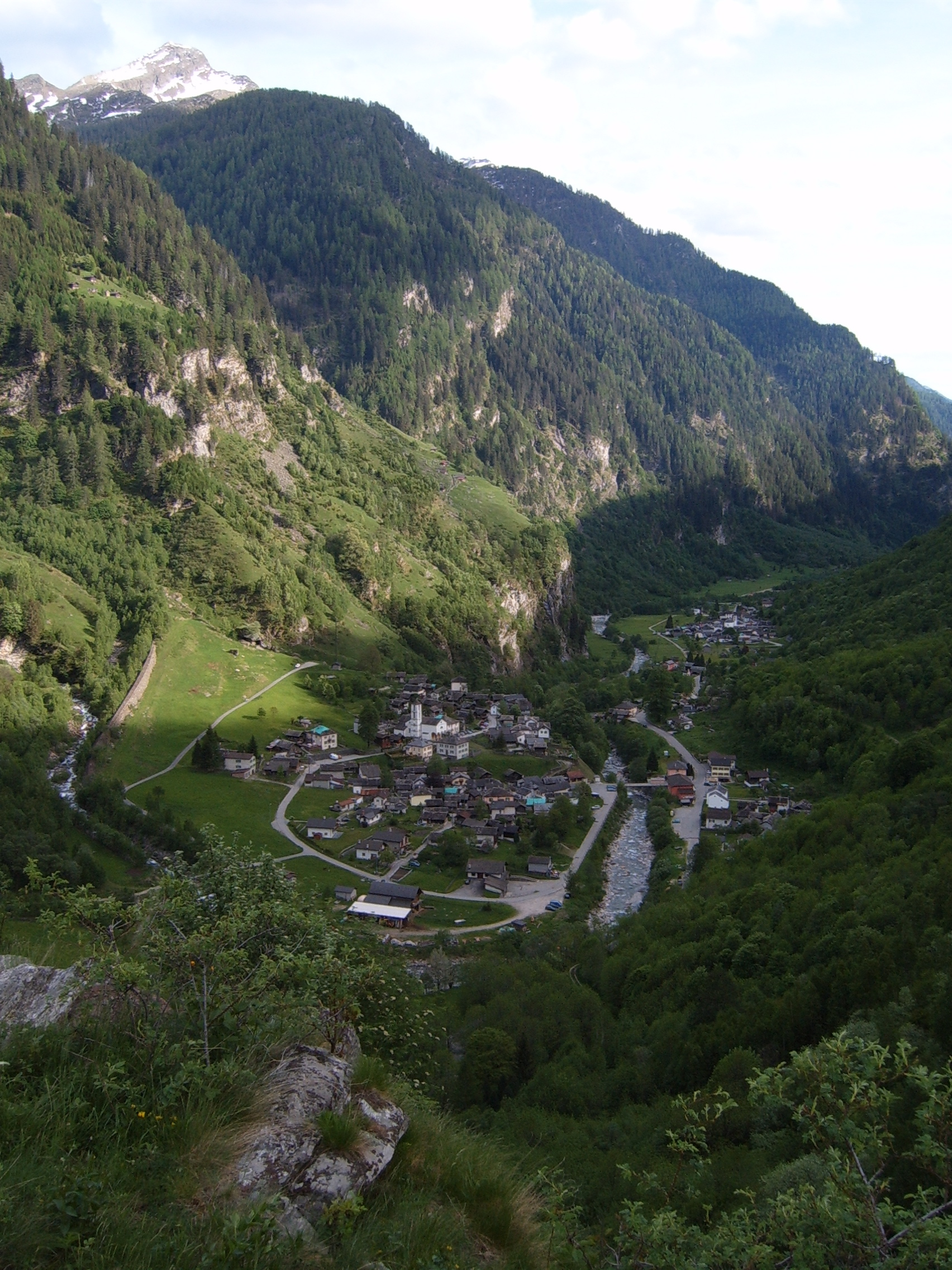
Rossa
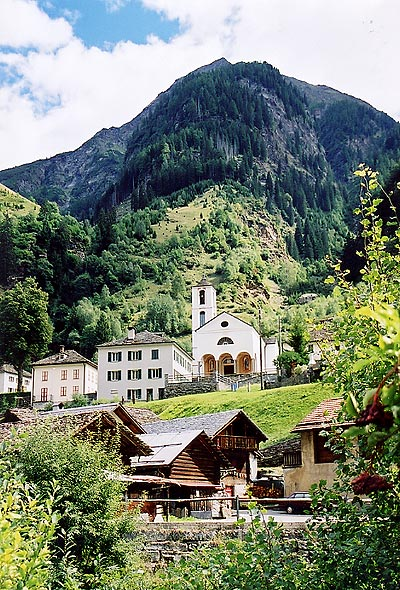
Rossa im Calancatal
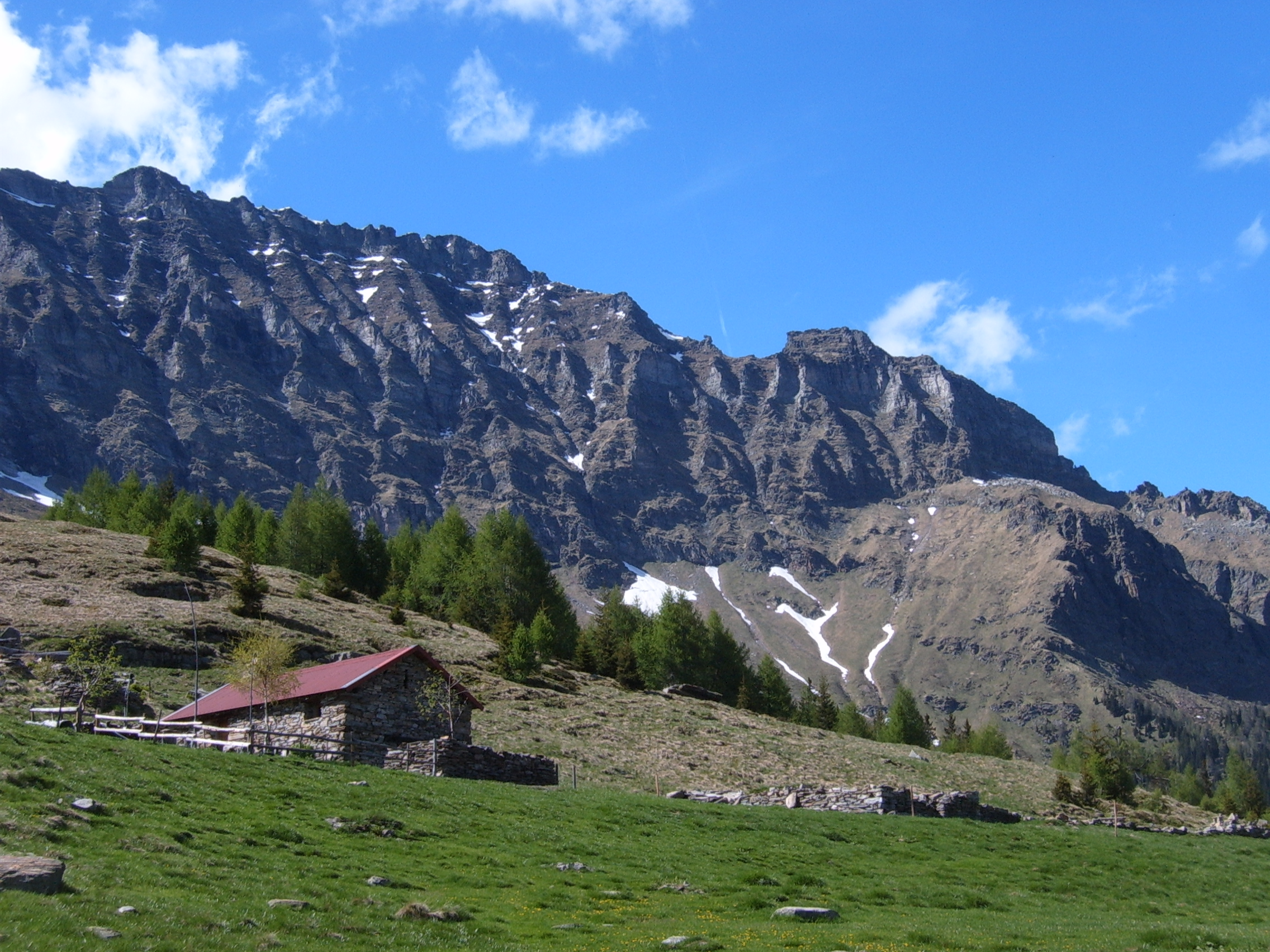
Die Alp de Cascinarsa oberhalb Rossa
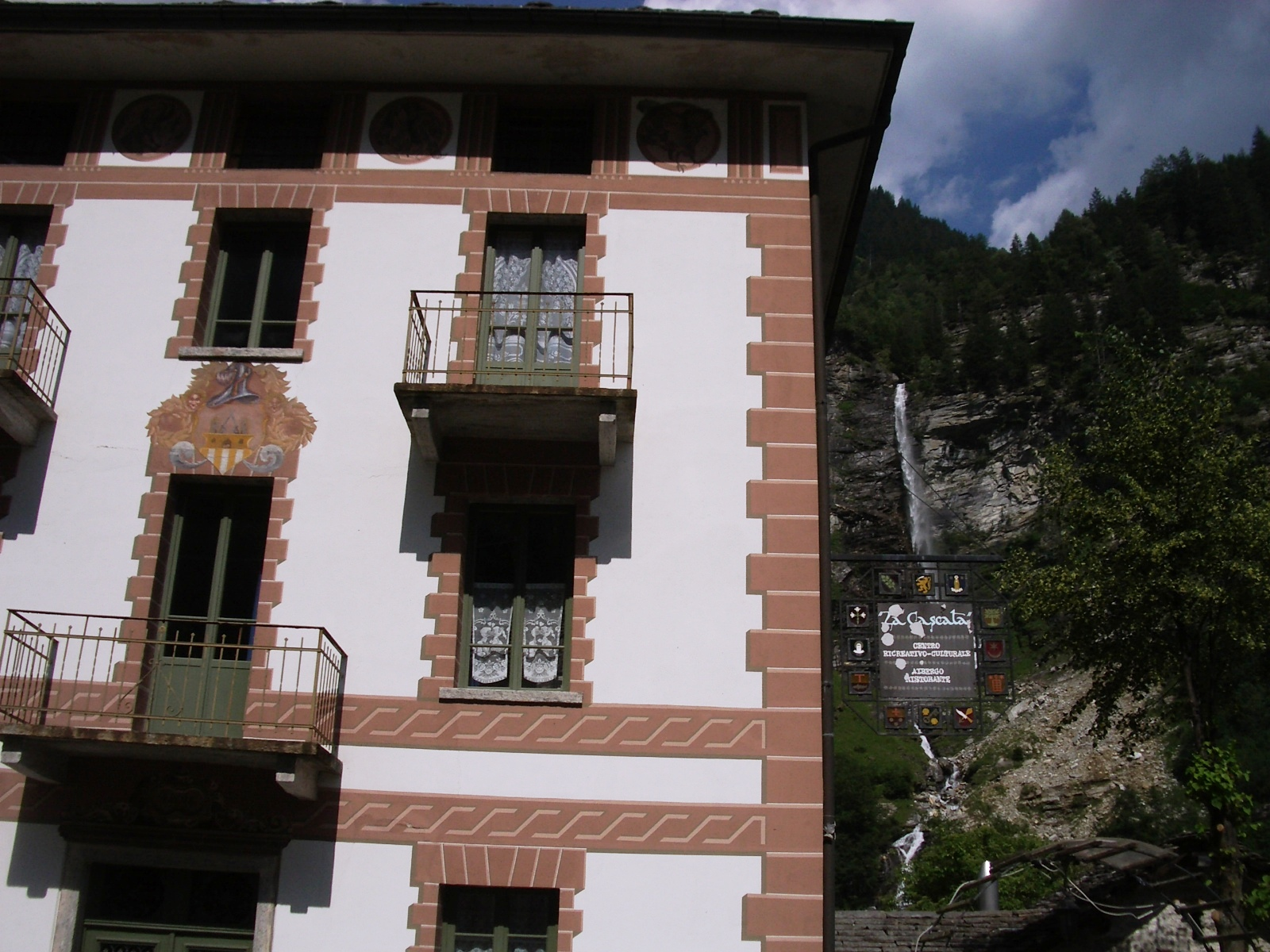
Hotel La Cascata in Augio mit Wasserfall
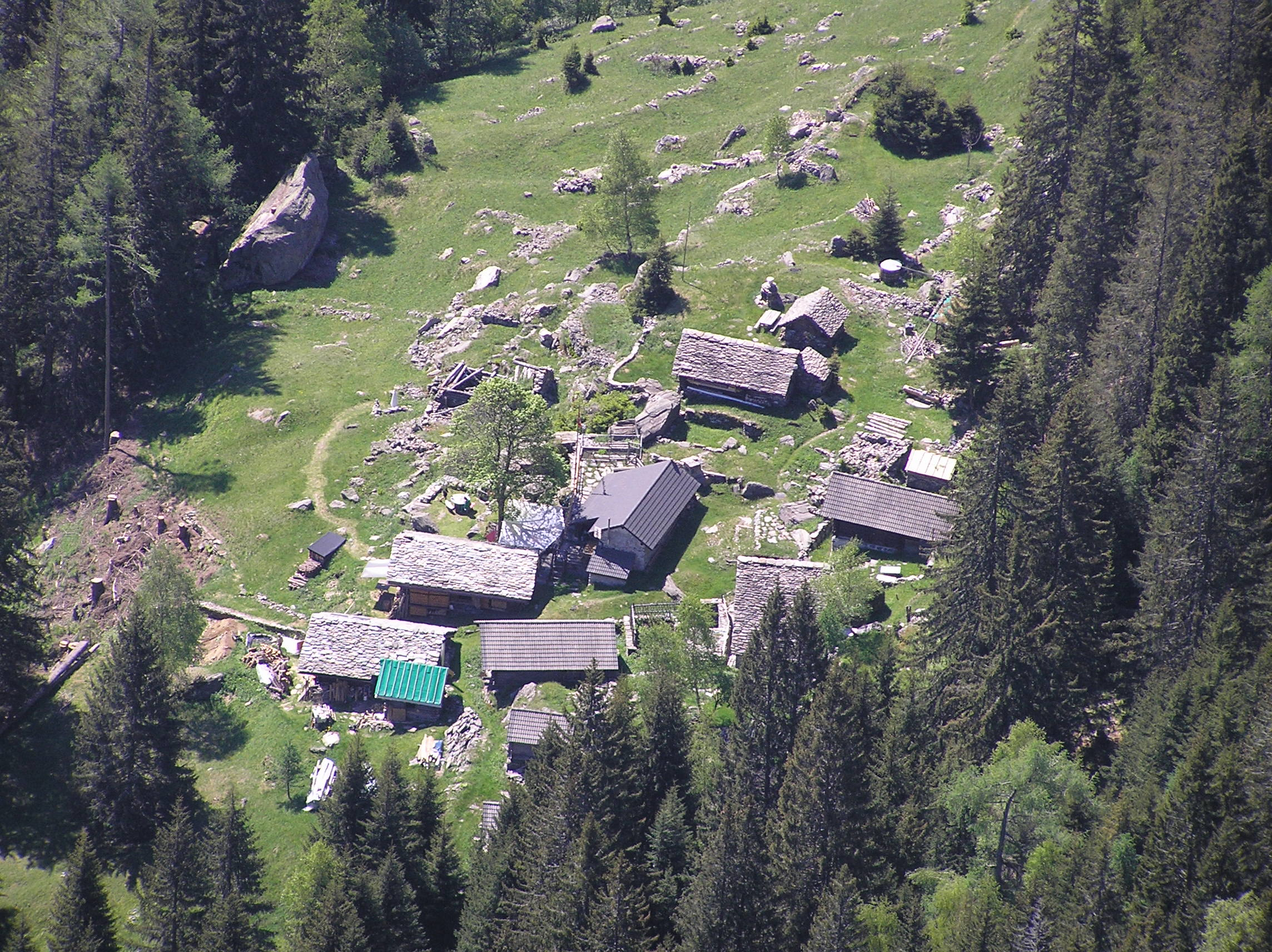
Scandalasc

## Söhne und Töchter der Gemeinde
(Chronologische Sortierung)
- Charles Kessler (* 11. Januar 1911 in Rossa; † 10. April 1998 in Itingen), Eishockeyspieler
- Herbert Kessler (* 28. Dezember 1912 in Rossa; † 16. Juni 1966 in Davos), Eishockeyspieler
- Bettina Gruber (* 31. Januar 1985 in Rossa), Skilangläuferin, Schweizer Meisterin